# The Voodoo Tour
The Voodoo Tour est le nom de la tournée du chanteur/compositeur de neo soul D'Angelo pour son album Voodoo.

## Engagement de D'angelo et sponsors
Après la sortie de son album Voodoo au début de l'année 2000, D'Angelo et son label prirent la décision de lancer la seconde tournée de l'artiste, pour promouvoir cet album. Cette tournée fut sponsorisée par la marque vestimentaire Levi Strauss & Co. et fut marquée par la promotion de D'Angelo en faveur de la fin des violences par arme à feu.
Après avoir signé une feuille de route le 7 juin 2000 à l'Hamilton High School à Los Angeles afin vu de collecter un million de signatures pour le 7 novembre, en soutien à des « solutions de bon sens » pour mettre fin aux violences par arme à feu, l'organisation d'opposition aux armes à feu PAX devint sponsor de cette tournée. Les organisateurs disposèrent d'un mur entier composé de denim de Levi's, qui sera mis à la disposition des fans pour qu'ils puissent signer et apporter leur soutien à la guerre contre les armes à feu. 

## Déroulement de la tournée
Composée de D'Angelo et d'un groupe créé et dirigé par ?uestlove (The Soultronics, composé en majorité par des proches de ?uestlove et de D'Angelo), la tournée devint rapidement l'un des shows les plus attendus de l'année. Selon le magazine Jet du mois de juillet 2000, la première moitié de la tournée "afficha complet à chacun des concerts".
La tournée commença le 1er mars 2000, à la House of Blues de Los Angeles, auquel suivront d'autres concerts à travers le monde dont à le Grand Rex de Paris, au Trump Taj Mahal, à la Brixton Academy, au Festival de Jazz de Montreux, au festival de Jazz du magazine Essence de La Nouvelle-Orléans. 
Cette tournée dura près de huit mois, alors que les concerts en eux-mêmes ne se déroulèrent que sur 3 mois,. Le "Voodoo Tour" fut un évènement international avec une reconnaissance particulière pour le concert au Festival de Free Jazz au Brésil.
Le responsable de la tournée Alan Leeds, qui dirigea précédemment les représentations de James Brown de la fin des années 60 au début des années 70, aussi bien que la tournée de Prince pour son album Purple Rain au milieu des années 80, cita le "Voodoo Tour" comme sa plus mémorable tournée.Le groupe de Hip hop SLum Village avec J Dilla assurèrent la première partie de nombreuses dates, alors que le chanteur de RnB Anthony Hamilton participa à l'un des concerts, assurant le fond musical avec The Soultronics,.

## Les éloges de la tournée
Avec un prix par ticket allant de 49 à 79 dollars, ces concerts reçurent les acclamations des critiques et les premiers articles rédigés à la moitié de la tournée vantèrent l'énergie déployée par D'Angelo, "son charisme en tant que bête de scène" et de larges éloges pour le groupe The Soultronics,, le comparant aux prestations des années 70 du groupe de Funk Parliament Dans sa critique du concert de D'Angelo au Radio City Music Hall de New York en mars 2000, le critique Robert Christgau décrivit D'Angelo comme le "Jésus du R&B" en se proclamant alors lui-même comme un "croyant".
Christgau fit l'éloge de ce concert, déclarant que "D'Angelo chante, danse, prêche, maitrise la scène, imite Roberta Flack, brise son micro en deux, danse, chante et chante encore. Tout est parfait. Il n'y a aucun répit. Ce fut le meilleur concert que j'ai eu l'occasion de voir depuis des années, notamment quand Redman et Method Man interprétèrent le fabuleux "Left and Right" à travers la salle de concert. J'avais craqué sur Sadie à l'Apollo en 1981. Quel privilège de revivre ceci une nouvelle fois."

## Liste des dates des concerts
Juillet
- 2 - Nouvelle-Orléans, État de Louisiane - Festival de Jazz Essence
- 4 - Milwaukee, Wisconsin - Amphithéâtre Marcus
- 7 - Kristiansand, Norvège - Festival Quart
- 8 - Stockholm, Suède - Cirkus[14]
- 12 - Paris, France - Le Grand Rex
- 14 - Montreux, Suisse - Festival de Jazz de Montreux
- 15 - Zeebrugge, Belgique - Festival de Rock de Belga Beach
- 16 - La Haye, Pays-Bas - Festival de Jazz de la Mer du Nord
- 19 - London, Royaume-Uni - Académie de Brixton
- 28 - Cincinnati, Ohio - Cinergy Field
- 29 - Chicago, Illinois - Théâtre de Chicago
- 30 - Kansas City, Missouri - Théâtre de Midland

Août
- 1 - Denver, Connecticut - Théâtre Paramount
- 3 - Phoenix, Arizona - Théâtre Celebrity
- 4 - Las Vegas, Nevada- House Of Blues
- 5 - San Diego, Californie - Théâtre aérien SDSU
- 7 - Los Angeles, Californie - Théâtre Greek
- 9 - Concord, Californie - Pavillon Chronicle
- 10 - Sacramento, Californie - Memorial Auditorium
- 13 - Seattle, Washington - Summer Nights Pier
- 16 - Minneapolis, Minnesota - Théâtre Orpheum
- 18 - Indianapolis, Indiana - Centre Murat
- 22 - Pittsburgh, Pennsylvania - Amphithéâtre Iron City Light
- 23 - Buffalo, État de New York  - Centre des Arts et spectacles Shea
- 24 - Atlantic City, New Jersey - Trump Taj Mahal
- 27 - Wallingford, Connecticut - Théâtre SNET Oakdale
- 28 - Boston, Massachusetts - Pavillon FleetBosto
- 31 - Baltimore, Maryland - Pavillon Pier Six Concert

Septembre
- 2 - Sunrise, Floride - Théâtre Musical Sunrise
- 3 - Orlando, Floride - Centre des Arts et spectacles Bob Carr
- 4 - Atlanta, Géorgie - Amphithéâtre Chastain Park